# 磯野友彦
磯野 友彦（いその ともひこ、1915年 - 1986年11月9日）は、日本の哲学者。
東京出身。成蹊小学校、東京市立第一中学校、正則中学校、早稲田大学文学部哲学科卒、同文学部助教授、教授、85年定年、名誉教授。1966年『哲学逍遥 懐疑主義と動物的信』（ジョージ・サンタヤーナ）で日本翻訳文化賞受賞。

## 著書
- 『反生命教育を正す 子ども自身に生きさせよ』黎明書房 1980

### 翻訳
- G.ハイエット『ものの考え方の新しい地図 たとえば日本の歴史のなかに』緑園書房 1955
- ジョーン・デュウイー『評価の理論』関書院出版 1957
- リチャード・バトラー『ジョージ・サンタヤーナ その生涯と世界』早稲田大学出版部 1966
- ジョージ・サンタヤーナ『哲学逍遥 懐疑主義と動物的信』勁草書房 1966
- デイヴィッド・スピッツ『反民主主義』高頭直樹、富賀勉共訳 紀伊国屋書店 1979
- ブライアン・マギー編『哲学の現在 世界の思想家十五人との対話』監訳 河出書房新社 1983

## 論文
- ＜磯野友彦